# إيوان (إيران)
إيوان (بالفارسية: ایوان) هي منطقة سكنية تقع في إيران في البلدة المركزية. يقدر عدد سكانها بـ 27,752 نسمة .